# 馬霍站
馬霍站（英語：Maho Railway Station），又稱馬霍道岔站（英語：Maho Junction Railway Station），是位於斯里蘭卡西北省馬霍鎮的一個道岔鐵路站。馬霍站由國有鐵路營辦商斯里蘭卡鐵路營運，是連接斯里蘭卡北部及首都可倫坡的北線的一部分。
馬霍站是北線的第46個車站，距離科倫坡堡站136.68（84.93英里），距離波勒格哈韋勒65（40英里），海拔92.07米（302.1英尺）。馬霍站於1903年北線由庫魯內格勒延長至阿努拉德普勒時啓用。1926年巴提卡洛阿線完工後，馬霍站成為道岔站。